# NXT The Great American Bash 2023
NXT The Great American Bash 2023 è stato il quarantaseiesimo evento di NXT, prodotto dalla WWE. L'evento si è svolto il 30 luglio 2023 al H-E-B Center di Cedar Park (Texas) ed è stato trasmesso su Peacock negli Stati Uniti e sul WWE Network nel resto del mondo.

## Storyline
Nella puntata di NXT dell'11 luglio, Il'ja Dragunov ebbe la meglio su Bron Breakker, ottenendo così un match valevole per l'NXT Championship di Carmelo Hayes da disputarsi a The Great American Bash.
Nella puntata speciale NXT Gold Rush del 27 giugno, Tiffany Stratton mantenne l'NXT Women's Championship contro Thea Hail in maniera controversa: durante l'incontro, la campionessa cedette difatti alla Kimura Lock dell'avversaria, ma, a seguito di un'interferenza a bordo ring da parte di Drew Gulak e Charlie Dempsey, l'arbitro fu distratto e non si accorse di tale resa, permettendo poi alla Stratton di liberarsi dalla presa e vincere conseguentemente il match. Tre settimane dopo, Hail sfidò dunque Stratton a mettere in palio il suo titolo in un submission match a The Great American Bash e quest'ultima accettò.
Nella puntata di NXT del 6 giugno, Blair Davenport causò l'eliminazione di Roxanne Perez nel corso di un battle royal match valevole per determinare la prima sfidante all'NXT Women's Championship. Dopo un susseguirsi di confronti verbali, Davenport sconfisse Perez nella puntata di NXT del 4 luglio, però quest'ultima pretese una rivincita, che venne poi ufficializzata in un weapons wild match per The Great American Bash.
Nella puntata di NXT del 20 giugno, Wes Lee difese con successo l'NXT North American Championship contro Tyler Bate in un match arbitrato da Mustafa Ali, il quale avanzò successivamente una sfida per il titolo a The Great American Bash, resa più avanti ufficiale. Nella puntata di NXT del 18 luglio, Lee perse tuttavia la cintura nordamericana in favore di Dominik Mysterio (appartenente al roster di Raw), che diventò il nuovo campione grazie all'aiuto del Judgment Day e trasformò quindi l'incontro dell'evento in un triple threat match.
A completare la card dell'evento furono il tag team match valevole per l'NXT Tag Team Championship fra i campioni del Gallus (Mark Coffey e Wolfgang) e gli sfidanti Tony D'Angelo e Channing "Stacks" Lorenzo, e il match tra Baron Corbin e Gable Steveson.

## Risultati
| #        | Match | Stipulazione                                              | Durata |
| -------- | --- | --------------------------------------------------------- | ------ |
| Pre-show | Dragon Lee, Nathan Frazer, Valentina Feroz e Yulisa Léon hanno sconfitto Noam Dar, Oro Mensah, Jakara Jackson e Lash Legend | Eight-person mixed tag team match                         | 10:51  |
| 1        | Tony D'Angelo e Channing "Stacks" Lorenzo hanno sconfitto il Gallus (c) (Mark Coffey e Wolfgang) (con Joe Coffey)           | Tag team match per l'NXT Tag Team Championship            | 8:43   |
| 2        | Roxanne Perez ha sconfitto Blair Davenport                                                                                  | Weapons wild match                                        | 11:49  |
| 3        | Baron Corbin vs. Gable Steveson è terminato in doppio count-out                                                             | Single match                                              | 6:32   |
| 4        | Dominik Mysterio (c) (con Rhea Ripley) ha sconfitto Mustafa Ali e Wes Lee                                                   | Triple threat match per l'NXT North American Championship | 12:05  |
| 5        | Tiffany Stratton (c) ha sconfitto Thea Hail (con Andre Chase e Duke Hudson) per sottomissione                               | Submission match per l'NXT Women's Championship           | 11:45  |
| 6        | Carmelo Hayes (c) (con Trick Williams) ha sconfitto Il'ja Dragunov                                                          | Single match per l'NXT Championship                       | 24:07  |